# Praia de São Mateus

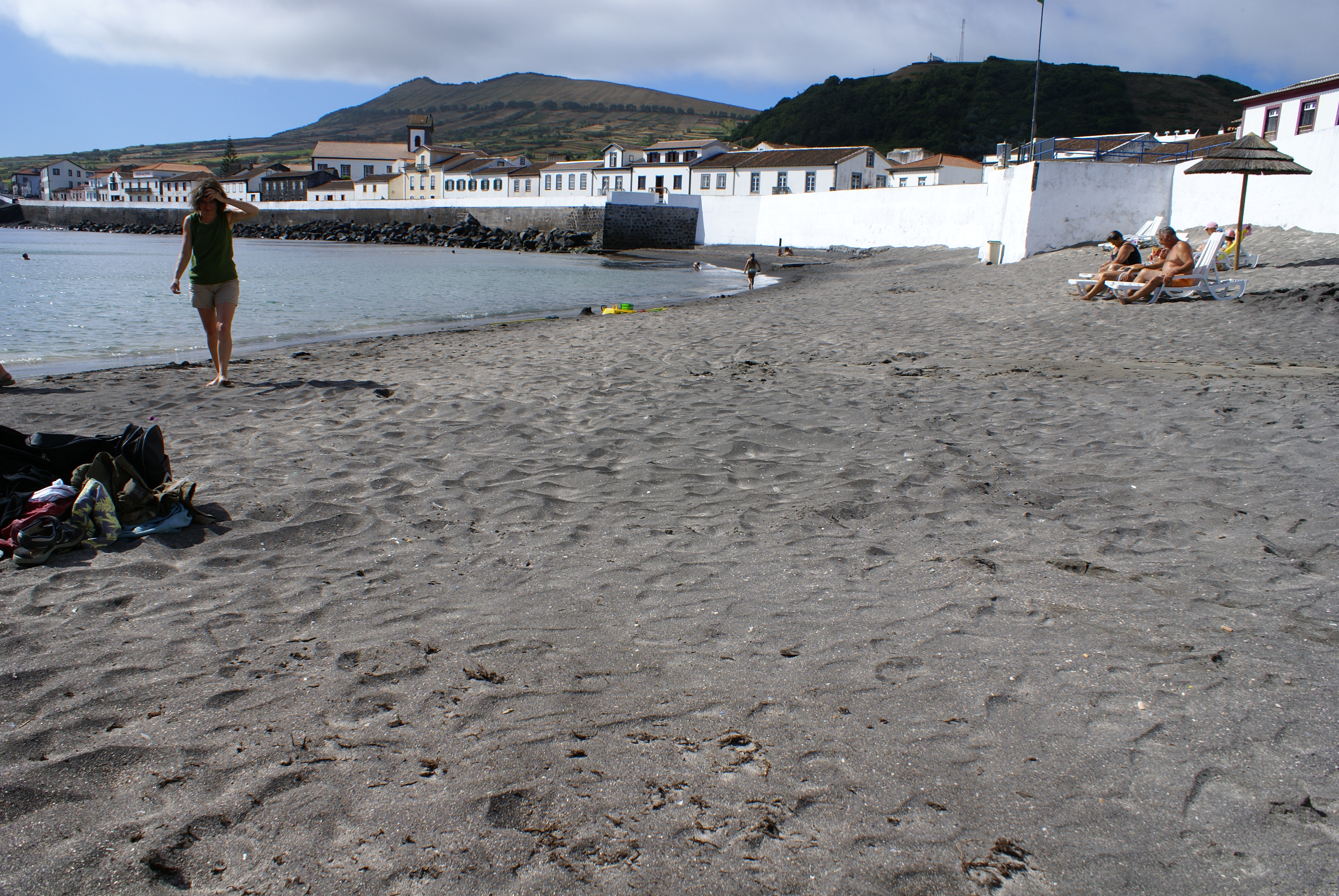
Praia de São Mateus, vista parcial.

A Praia de São Mateus é uma praia portuguesa localizada na Vila da Praia, município de Santa Cruz da Graciosa, ilha Graciosa, Açores.
Esta Praia situa-se na costa Oriental da Ilha Graciosa, e pelo facto de ser a única praia de areia da ilha deu o nome a vila que lhe está anexa.
Localiza-se central à vila uma vez que foi graças a sua existência, que facilitava o embarque e desembarca das comunicações por mar, que a vila nasceu e cresceu ao longo dos séculos.
Data a sua raridade local esta praia é muito procurada para banhos tanto pelos habitantes da Ilha, como pelos turistas que se deslocam à ilha. As águas são claras e límpidas oferecendo boas condições também para os mergulhadores que vão encontrar exóticas paisagens submersas.
Esta praia dispõem de Sanitários e Duches, serviços de Bar e Vigilância, além de bons acessos, nomeadamente a pessoas com dificuldades motoras.

## População
| População da freguesia de Praia de São Mateus | População da freguesia de Praia de São Mateus | População da freguesia de Praia de São Mateus | População da freguesia de Praia de São Mateus | População da freguesia de Praia de São Mateus | População da freguesia de Praia de São Mateus | População da freguesia de Praia de São Mateus | População da freguesia de Praia de São Mateus | População da freguesia de Praia de São Mateus | População da freguesia de Praia de São Mateus | População da freguesia de Praia de São Mateus | População da freguesia de Praia de São Mateus | População da freguesia de Praia de São Mateus | População da freguesia de Praia de São Mateus | População da freguesia de Praia de São Mateus |
| --------------------------------------------- | --------------------------------------------- | --------------------------------------------- | --------------------------------------------- | --------------------------------------------- | --------------------------------------------- | --------------------------------------------- | --------------------------------------------- | --------------------------------------------- | --------------------------------------------- | --------------------------------------------- | --------------------------------------------- | --------------------------------------------- | --------------------------------------------- | --------------------------------------------- |
| 1864                                          | 1878                                          | 1890                                          | 1900                                          | 1911                                          | 1920                                          | 1930                                          | 1940                                          | 1950                                          | 1960                                          | 1970                                          | 1981                                          | 1991                                          | 2001                                          | 2011                                          |
| 1 849                                         | 1 709                                         | 1 732                                         | 1 588                                         | 1 374                                         | 1 301                                         | 1 448                                         | 1 580                                         | 1 634                                         | 1 547                                         | 1 320                                         | 1 034                                         | 965                                           | 901                                           | 836                                           |

| Distribuição da População por Grupos Etários | Distribuição da População por Grupos Etários | Distribuição da População por Grupos Etários | Distribuição da População por Grupos Etários | Distribuição da População por Grupos Etários | Distribuição da População por Grupos Etários | Distribuição da População por Grupos Etários | Distribuição da População por Grupos Etários | Distribuição da População por Grupos Etários | Distribuição da População por Grupos Etários |
| -------------------------------------------- | -------------------------------------------- | -------------------------------------------- | -------------------------------------------- | -------------------------------------------- | -------------------------------------------- | -------------------------------------------- | -------------------------------------------- | -------------------------------------------- | -------------------------------------------- |
| Ano                                          | 0-14 Anos                                    | 15-24 Anos                                   | 25-64 Anos                                   | > 65 Anos                                    |                                              | 0-14 Anos                                    | 15-24 Anos                                   | 25-64 Anos                                   | > 65 Anos                                    |
| 2001                                         | 158                                          | 113                                          | 448                                          | 182                                          |                                              | 17,5%                                        | 12,5%                                        | 49,7%                                        | 20,2%                                        |
| 2011                                         | 135                                          | 97                                           | 420                                          | 184                                          |                                              | 16,1%                                        | 11,6%                                        | 50,2%                                        | 22,0%                                        |

Média do País no censo de 2001:   0/14 Anos-16,0%;  15/24 Anos-14,3%;  25/64 Anos-53,4%;  65 e mais Anos-16,4%
Média do País no censo de 2011:    0/14 Anos-14,9%;  15/24 Anos-10,9%;  25/64 Anos-55,2%;  65 e mais Anos-19,0%